# Alexandre Tchaïko
Alexandre Iourievitch Tchaïko (russe : Александр Юрьевич Чайко), né le 27 juillet 1971 à Golitsyno en RSFS de Russie, est un officier de l'armée russe, ancien commandant du district militaire est du 12 novembre 2021 au 5 octobre 2022. Il reçoit le titre de héros de la fédération de Russie en 2020 et est promu colonel-général à partir de 2021.

## Biographie
Alexandre Tchaïko est né le 27 juillet 1971 à Golitsyno, dans l'oblast de Moscou (république socialiste fédérative soviétique de Russie).
En 1988, il est diplômé de l'école militaire Souvorov de Moscou.
En 1992, il est diplômé de l'École supérieure de commandement interarmes de Moscou (ru). Après avoir obtenu son diplôme universitaire, il sert comme peloton, commandant de compagnie, chef d'état-major de bataillon, commandant de bataillon dans le groupe des forces occidentales et dans le district militaire de Moscou.
Il est également diplômé de l'Académie interarmes des forces armées en 2001. De 2001 à 2006, il est chef d'état-major d'un régiment de fusiliers motorisés, commandant d'un régiment de fusiliers motorisés. Il est promu colonel plus tôt que prévu en 2004. De 2006 à 2007, il est le commandant de la 27e brigade de fusiliers motorisés de la Garde de la bannière rouge de Sébastopol, renommée d'après le 60e anniversaire de l'URSS, et de novembre 2007 à mai 2009, il est commandant du 2e division de fusiliers motorisés de la Garde. En octobre 2009, il est à la tête du centre éducatif du district 473 pour la formation de jeunes spécialistes. Il est diplômé de l'Académie militaire de l'État-Major général des forces armées en 2012.
En juin 2013, Tchaïko est le commandant adjoint de l'armée du district militaire central. Le 8 juillet 2014, par décret du président de la Russie, il est nommé commandant de la 20e armée combinée de la Garde, après la reconstruction de la 1re armée de chars de la Garde en 2014. Il devient ensuite le commandant de la 1re armée de chars du district militaire ouest jusqu'en avril 2017. Il est promu lieutenant général par décret du président de la Russie n ° 665 du 12 décembre 2016.
Tchaïko prend part à l'intervention militaire de la Russie en Syrie durant la guerre civile syrienne. En 2015, il est le premier chef d'état-major du Groupement des forces des forces armées russes Syrie.
D'avril 2017 à novembre 2018, Tchaïko est le chef d'état-major — le premier commandant adjoint du district militaire est.
De novembre 2018 à février 2019, il est chef adjoint de l'Académie militaire de l'État-Major général des forces armées.
En février 2019, il devient chef adjoint de l'État-Major général des forces armées de la fédération de Russie.
De septembre 2019 à novembre 2020 et de février 2021 à juin 2021, il est le commandant du groupe de forces des forces armées de Russie en Syrie,.
Par décret du président de la Russie, n ° 355, du 11 juin 2021, Tchaïko est promu colonel-général.
Le 12 novembre 2021, Tchaïko devient le commandant du district militaire est. Le 16 novembre, il prend officiellement ses fonctions, acceptant l'étendard du commandant des troupes.
À compter de février 2022, il prend part à l'invasion de l'Ukraine par la Russie et participe à l'offensive de Kiev. Le 24 mars, des images diffusées par l'armée russe provenant de la ville de Katioujanka (uk), à moins de 32 km des bords de Kiev, montre une cérémonie de remise de médailles où le colonel-général Tchaïko remet des récompenses de combat au personnel russe qui « s'est distingué » lors de l'invasion de l'Ukraine. Il est remplacé le 5 octobre 2022 au commandement du district militaire est par le général Roustam Mouradov.